# 6Q0B44E

Animation de l'orbite de 6Q0B44E autour de la Terre de 2004 à 2009.6Q0B44E est en rose, la Terre en bleu, et la Lune en jaune

6Q0B44E, parfois abrégé B44E, est un petit objet, probablement un débris spatial, qui orbite autour de la Terre à l'extérieur de l'orbite de la Lune.

## Caractéristiques
6Q0B44E ne mesure que quelques mètres de diamètre et orbite autour de la Terre entre 585 000  et   983 000 km, deux à trois fois la distance à la Lune, avec  une période 80 jours. Tout comme J002E3, découvert en 2002 et dont on pense qu'il s'agit du troisième étage de la fusée utilisée pour la mission Apollo 12, 6Q0B44E est vraisemblablement un débris spatial, temporairement en orbite autour de la Terre.

## Découverte et observations
6Q0B44E a été observé pour la première fois par des chercheurs du Catalina Sky Survey, au laboratoire lunaire et planétaire de l'université de l'Arizona, le 28 août 2006 ; l'observation a été confirmée le lendemain par le Siding Spring Survey et l'observatoire Table Mountain (TMO).